# کالج ویتون
ویتن کالج (به انگلیسی: Wheaton College (Massachusetts)) یک دانشگاه در ایالات متحده آمریکا است که در ماساچوست واقع شده‌است.